# Olivier Sorin
Olivier Sorin (født 16. april 1981 i Gien, Frankrig) er en fransk fodboldspiller, der spiller som målmand. I løbet af karrieren har han spillet for blandt andet Nancy og AJ Auxerre. Med Nancy vandt han i 2006 den franske Liga Cup.

## Titler
Fransk liga cup
- 2006 med AS Nancy